# Thomas Thomsen (drabsmand)
 For alternative betydninger, se Thomas Thomsen (flertydig). (Se også artikler, som begynder med Thomas Thomsen)
Thomas Thomsen (født 18. juni 1985) er en dansk morder, der i februar 2022 dræbte og herefter parterede Mia Skadhauge Stevn. Han blev for forbrydelsen idømt forvaring.

## Drabet på Mia Skadhauge Stevn
Drabet på Mia Skadhauge Stevn fandt sted et ukendt sted i Nordjylland i tidsrummet mellem den 6. februar 06.09 til 9. februar 11.20.
Den 6. februar 2022 kl. 06.02 forlod Mia Skadhauge Stevn Jomfru Ane Gade. På videoovervågning kunne man se at hun klokken 06.09 steg ind i en mørk bil, ved Netto, Vesterbro 99. Dagen efter udsendte Nordjyllands Politi en offentlig efterlysning af Mia Skadhauge Stevn. I efterlysningen udsendte politiet et overvågningsfoto af den 22-årige kvinde fra natten i Jomfru Ane Gade. Senere på dagen udmeldte Nordjyllands politi, at de arbejdede ud fra en teori, at Mia Skadhauge muligvis var blevet udsat for en forbrydelse. 
Den 9. februar anholdt politiet to 36-årige mænd (den ene Thomas Thomsen) og sigtede dem for drab. Politiet foretog undersøgelser på en adresser i Østervrå og Flauenskjold. På den ene adresse blev der fundet en bil, der kunne være identisk med den, der samlede Mia Skadhauge op. En sort Golf 2.0 TDI fra 2015.
Den 10. februar kunne vicepolitiinspektør Frank Olsen fra Nordjyllands Politi, oplyse om at man havde fundet dele af et lig, i Dronninglund Storskov, der formodedes at stamme fra Mia Skadhauge. Den 12. februar kunne retsmedicinske undersøgelser bekræfte at der var tale om liget af den 22-årige Mia Skadhauge Stevn.

## Retsforfølgelse
Thomas Thomsen er tidligere dømt for syv tilfælde af blufærdighedskrænkelse og for at klippe bremserørene over på en ekskærestes bil. I 2013 blev han sammen med en anden mand, dømt for at udgive sig for at være politibetjente efter straffelovens paragraf 130. Optrædenen som de falske betjente udspillede sig i dagene 26. og 27. juli 2012 ved den internationale fodboldturnering for børn og unge Dana Cup i Hjørring. 
Retssagen mod den dengang 37-årig Thomas Thomsen i Mia-Sagen blev indledt den 7. juni 2023 ved Retten i Aalborg, hvor Thomas Thomsen blev stillet for et nævningeting.
Ifølge anklageskriftet tilbød den dengang 37-årige Thomas Thomsen, Mia Skadhauge Stevn et lift og kørte hende – mod hendes vilje – til et øde skovområde ved Hammer Bakker og en adresse i Flauenskjold. Han voldtog hende og slog hende ihjel ved at udsætte hende for "betydelig lemlæstelse", hævdes det. Det skal være sket på et tidspunkt mellem klokken 06.09 og 15.00. Derefter og i de følgende dage parterede han liget med en elektrisk bajonetsav, en hobbykniv og en saks. Flere kropsdele anbragte han også i afløbsrens og opblandet kaustisk soda for at opløse dem. Ifølge tiltalen spredte han ad flere omgange ligdelene i Dronninglund Storskov, inden han blev anholdt den 9. februar 2022.
Thomas Thomsen erkendte usømmelig omgang med lig, men nægtede voldtægt og drab. Det oplyste hans forsvarer, Mette Grith Stage, før retssagen. Specialanklager Mette Bendix krævede Thomas Thomsen fængsel på livstid, alternativt forvaring.
Den 29. juni 2023 blev Thomas Thomsen kendt skyldig idømt i drab, forsøg på voldtægt og usømmelig behandling af lig. og blev idømt forvaring.
Den 13. maj 2024 begyndte ankesagen i Vestre Landsret i Viborg, der blev afsluttet den 30. maj 2024 med en stadfæstelse af byrettens dom.